# اليوم العالمي للصليب الأحمر والهلال الأحمر

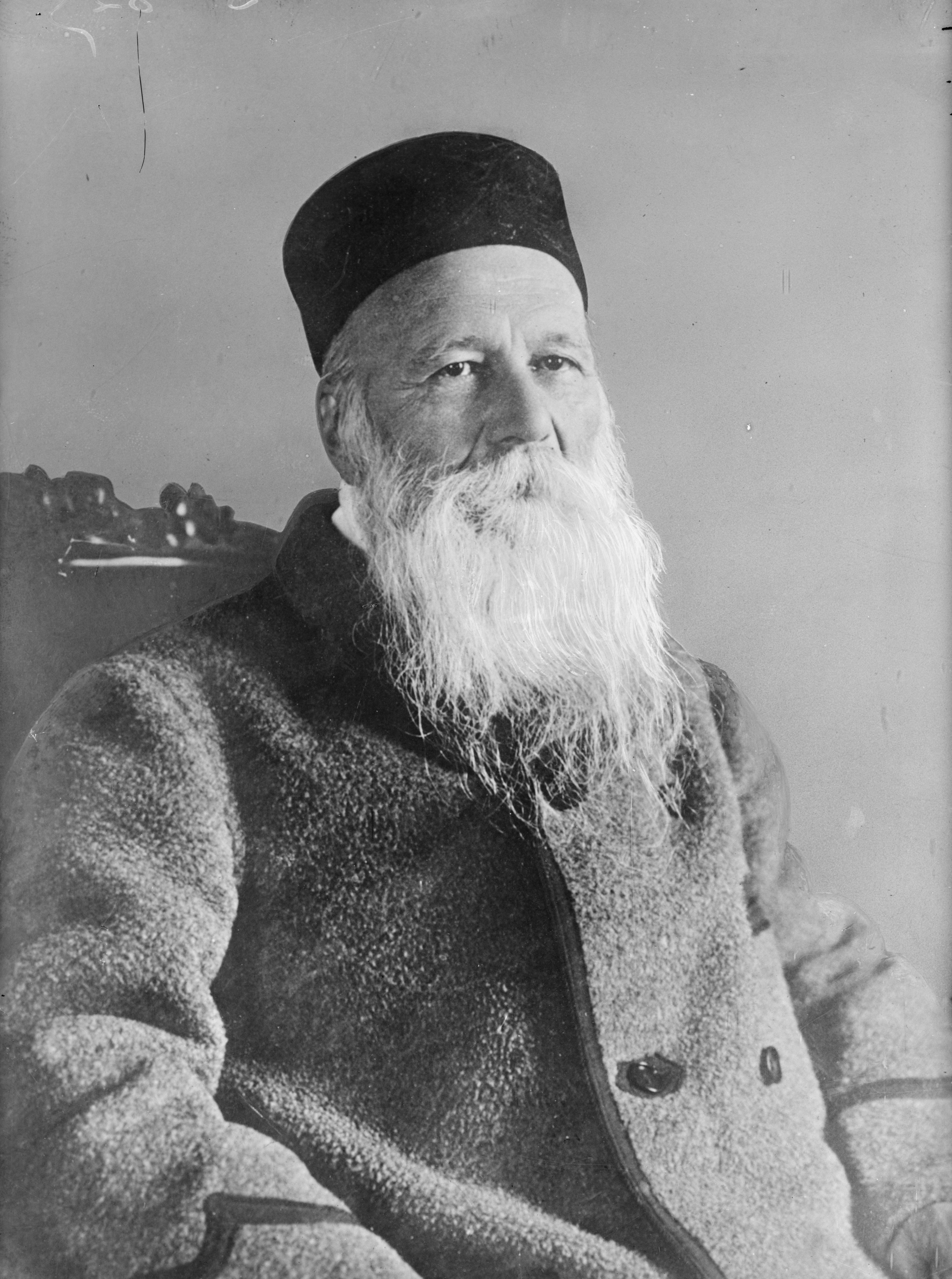
جان هنري دونانت, مؤسس الحركة الدولية للصليب الأحمر والهلال الأحمر

اليوم العالمي للصليب الأحمر والهلال الأحمر هو احتفال سنوي بمبادئ الحركة الدولية للصليب الأحمر والهلال الأحمر. يحتفل العالم في 8 مايو من كل عام باليوم العالمي للصليب الأحمر والهلال الأحمر. وهو تاريخ ميلاد هنري دونانت، الذي ولد في 8 مايو 1828. فهو مؤسس اللجنة الدولية للصليب الأحمر (اللجنة الدولية للصليب الأحمر) وحصل على جائزة نوبل للسلام الأولى.

## روابط خارجية
- International Committee of the Red Cross: World Red Cross and Red Crescent Day
- British Red Cross